# Alfred Bruyas

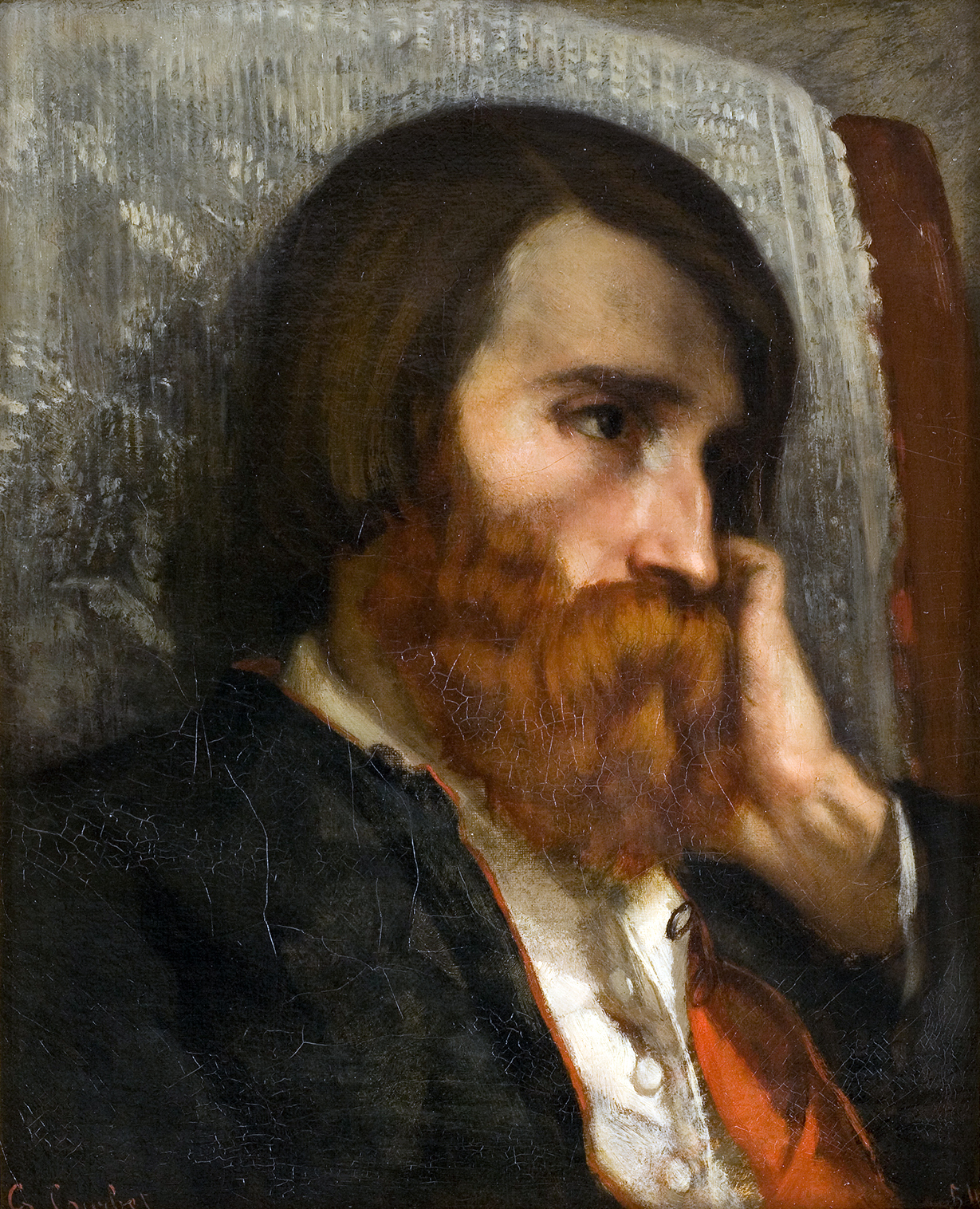
Porträt Alfred Bruyas, Gustave Courbet 1854

Alfred Bruyas (* 15. August 1821 in Montpellier; † 1. Januar 1877 ebenda), eigentlich Jacques Louis Bruyas, war ein französischer Kunstsammler und Mäzen.

## Leben und Wirken
Bruyas war der Sohn eines begüterten Bankiers in Montpellier. Schon während der Schulzeit begann sein Interesse an der Kunst, 1840 nahm er Unterricht im Atelier von Charles Matet, erkannte aber bald die Grenzen seiner eigenen künstlerischen Begabung und verlegte sich darauf, als Förderer und Sammler der Kunst seiner Zeit zu wirken. Erste Aufträge gingen seit Anfang der 1840er-Jahre unter anderem an Auguste Glaize, die Brüder Eugène und Achille Devéria, François-Louis Francais, Émile Loubon und Alexandre Cabanel, mit dem er auf seiner ersten Italienreise 1846 in Rom im Künstlerkreis der Villa Medici verkehrte, und den er auch 1848 noch ein weiteres Mal in Rom besuchte.
Nachdem es zu Auseinandersetzungen mit dem Vater gekommen war, der den Enthusiasmus des Sohnes missbilligte und seine finanziellen Ausgaben zu unterbinden versuchte, hielt sich Bruyas von 1849 bis 1854 die meiste Zeit in Paris auf, verkehrte dort in den Ateliers und Salons und setzte trotz der väterlichen Verbote sein Wirken als Förderer und Sammler fort. Zu den von ihm in dieser Zeit beauftragten oder erworbenen Bildern gehören Werke von Louis Hector Allemand, Camille Corot, Thomas Couture, Eugène Delacroix, Narcisse Diaz de Peña, Adrien Guignet, Adolphe Hervier, Prosper Marilhat, Édouard-Antoine Marsal, Jean-François Millet, Théodore Rousseau, Octave Tassaert, Marcel Verdier und Constant Troyon, vor allem aber Gustave Courbet, der seit 1853 eine zentrale Rolle für die Kunstauffassung Bruyas und für die Programmatik seiner Sammeltätigkeit einnahm. Von schwächlicher Konstitution, aber soigniertem Auftreten, setzte Bruyas sich durch den verschwenderischen Einsatz seines Vermögens und durch die Vielzahl der von ihm beauftragten Porträts dem Spott des Publikums aus, das dabei allerdings verkannte, dass sein Mäzenatentum nicht der persönlichen Eitelkeit oder dem Bedürfnis nach mondäner Repräsentation diente, sondern Ausdruck eines selbstlosen Einsatzes für die Kunst war, der er hierbei zugleich eine Schlüsselrolle bei der Bewältigung der geistigen und sozialen Konflikte des Second Empire zuerkennen wollte.
1854 kehrte Bruyas zurück nach Montpellier, auf seine Einladung hin gefolgt von Courbet, der bei ihm den Sommer verbringt. Bruyas nahm von Montpellier aus weiter Anteil am Kunstleben in Paris und unterstützte Courbet 1855 bei dessen Aufbau des Pavillon du Réalisme. 1857 besuchte ihn Courbet ein weiteres Mal in Montpellier, begleitet von dem Kritiker Champfleury, der anschließend durch seine satirische Erzählung Histoire de M.T... in der Revue des Deux Mondes Bruyas dem Gespött der Pariser Kunstszene aussetzte und dadurch auch das Verhältnis zwischen Bruyas und Courbet belastet. Bruyas widmete sich in den folgenden Jahren dem Anliegen, seine Sammlung um Werke aller wichtigen französischen Künstler seiner Zeit zu vervollständigen, wobei er hierfür nach dem Tod seines Vaters (1863) uneingeschränkt über sein väterliches Erbe verfügen konnte. 1868 und 1876 stiftete er jeweils bedeutende Teile seiner Sammlung dem Musée Fabre, wo er persönlich die Hängung der Werke bestimmte und als Konservator die Katalogisierung und Vervollständigung der Sammlung betrieb.
Sein Wirken als Mäzen und Sammler hatte Bruyas seit seiner ersten Pariser Zeit durch Schriften zur Kunst und sorgfältig erstellte Kataloge seiner Sammlung begleitet, die neben den erhaltenen Briefen wichtige Quellen für die Kenntnis der Entstehung der Werke in seiner Sammlung sind.

## Schriften

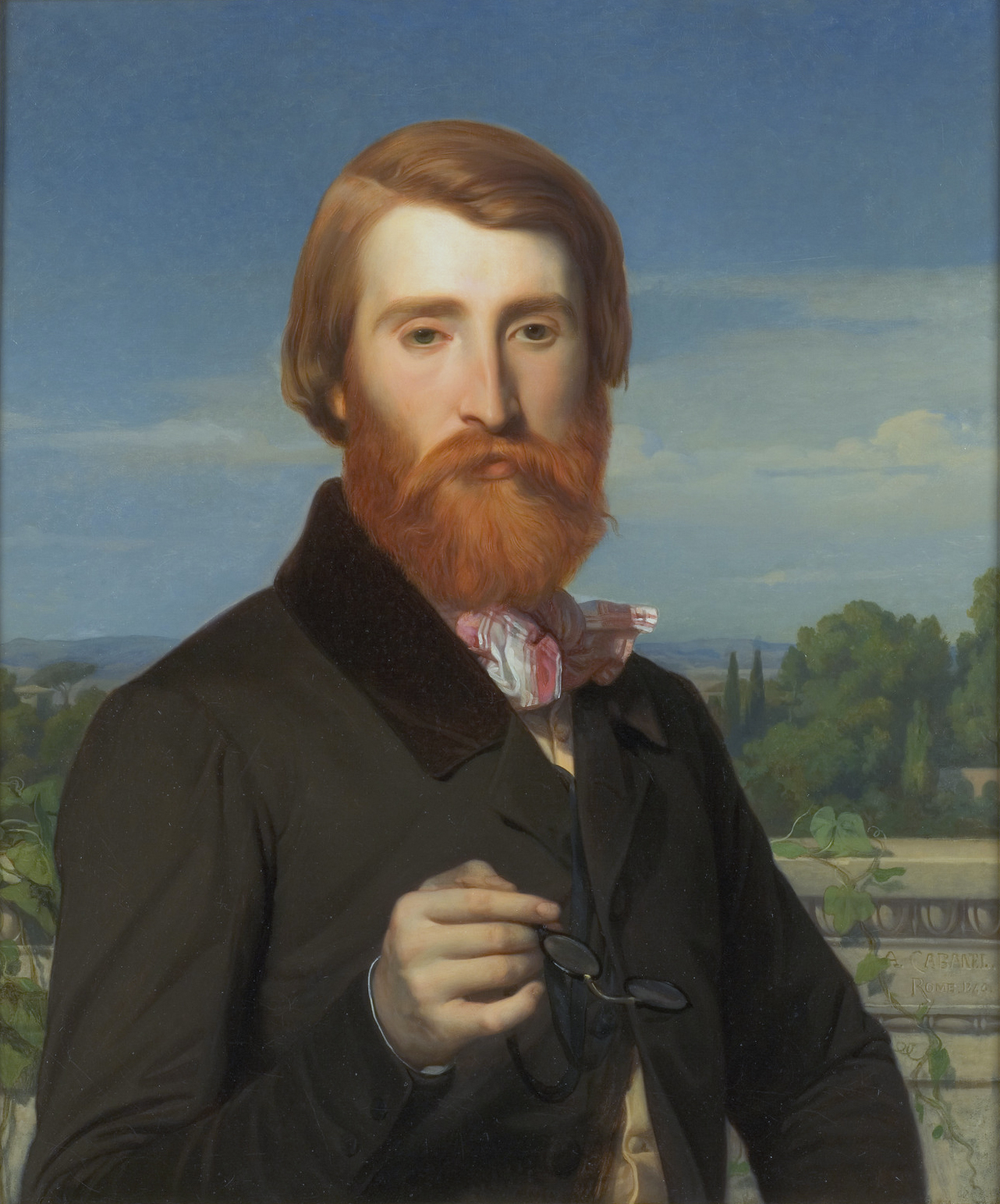
Alfred Bruyas (Alexandre Cabanel, 1846)

- Catalogue des tableaux, dessins, esquisses, études composant le salon de peinture de M. Alfred Bruyas de Montpellier (1851)
- Salons de peinture de M. Alfred Bruyas (1852)
- L’art Moderne en France, Odyssée de la peinture ou sérieuses recherches sur la vérité et de Salons de peinture de M. Alfred Bruyas (1853)
- Art moderne. Documents relatifs à la galerie Bruyas (1872)
- Explication des ouvrages de peinture du cabinet de M. Alfred Bruyas (1854)
- Solution d’artiste. Sa profession de foi (1853)
- Le vrai sentiment exclut-il le mot prétention? (1851)
- Galerie Bruyas (1876, gemeinsam mit Théophile Silvestre, unvollendeter Katalog)